# Villanueva de los Infantes (ort)
Villanueva de los Infantes är en ort i Spanien.   Den ligger i provinsen Provincia de Valladolid och regionen Kastilien och Leon, i den centrala delen av landet, 160 km norr om huvudstaden Madrid. Villanueva de los Infantes ligger 745 meter över havet och antalet invånare är 139.
Terrängen runt Villanueva de los Infantes är platt söderut, men norrut är den kuperad. Villanueva de los Infantes ligger nere i en dal. Runt Villanueva de los Infantes är det mycket glesbefolkat, med 5 invånare per kvadratkilometer. Närmaste större samhälle är Tudela de Duero, 15,4 km sydväst om Villanueva de los Infantes. Trakten runt Villanueva de los Infantes består till största delen av jordbruksmark.